# Smoki Babel
Smoki Babel (ang. The Dragons of Babel) – amerykańska powieść science fantasy z 2008, napisana przez Michaela Swanwicka. Pierwszy raz ukazała się nakładem Tor Books. Polskie wydanie ukazało się w 2012 w tłumaczeniu Wojciecha Próchniewicza, nakładem wydawnictwa Mag. Powieść została połączona w jednym tomie z pierwszym tomem z cyklu pod tytułem Córka żelaznego smoka, a ukazała się w ramach serii „Uczta Wyobraźni”. Opowiada o losach młodzieńca o imieniu Will Le Fey. Mieszkał on w osadzie, w którym pojawił się okaleczony smok. Tak samo jak poprzednia powieść z cyklu, powieść podważa schematy fantasy, jednocześnie eksplorując mroczny i ponury świat wróżek.

## Fabuła
Historia rozgrywa się w tym samym czasie, co Córka żelaznego smoka. Okaleczonemu smokowi udaje się doczołgać do wioski w Avalonie i koronuje się na króla. Czyni z Willa, osieroconego chłopaka mieszkającego z ciotką, swoją prawą rękę i nocą wkrada się w jego umysł, aby dowiedzieć się, co myślą o nim jego poddani. Przybycie smoka rozpoczyna jednak życiową przygodę Willa, w trakcie której spotyka się z niebezpieczeństwem, oszustwem i z prawdą.
Gdy smok zostaje zniszczony, a Will ucieka z wioski podróżuje wraz z centaurami. Natrafia na dziewczynkę, Esme, która staje się jego przybraną córką. Nie pamięta ona swojej przeszłości i istnieje prawdopodobieństwo, że jest nieśmiertelna. Will podróżuje z nią do miasta Babel jako uchodźca. Tam buduje swoją rolę jako polityk, uczy się szwindli i odnajduje swoją jedyną miłość: elfkę pochodzącą z wysokiego rodu.

## Odbiór
W 2009 książka zdobyła nominację do Nagrody Locusa za najlepszą powieść.